# Do the worm
Do the worm es el segundo álbum de estudio de la banda española Insanity Wave, editado en 1997 por la compañía madrileña Roto Records. Supuso el primer viaje de la banda a los Estados Unidos, donde en 14 días plasmaron su disco más agresivo hasta el momento.
Con la producción del Jeff Murphy, miembro de la banda mítica de Power Pop de Chicago The Shoes y la participación de Herb Eimerman colaborando en las armonías vocales de los temas «Drinking Along», «Back Tomorrow» y «Squint», lograron consolidar su sonido y madurar en sus composiciones. 

## Lista de canciones
1. «Spins round»
2. «Let me disappear»
3. «City madness»
4. «Can’t go back»
5. «Squint»
6. «Back tomorrow»
7. «Disaster girl»
8. «Out of sight»
9. «Drinking Along»
10. «Drowsy lights»
11. «Annie»
12. «Flytrap»

## Personal
- José Mª Mtnez Escriña - voz y guitarra
- Colman Gota - voz y bajo
- Juan Corrales - batería

## Créditos
- Grabado en los estudios Short Order Recorder, Zion, Illinois, Estados Unidos.
- Producido por Jeff Murphy
- Masterizado por George Luis en los estudios Startrax, Crestwood, Illinois, Estados Unidos.

- Todas las canciones compuestas por José Mª Mtnez Escriña, Colman Gota, Juan Corrales.

- Datos: Q5812095